# David Šimáček
David Šimáček (* 11. prosince 1971) je bývalý český fotbalista, obránce.

## Fotbalová kariéra
V české lize hrál za SK Slavia Praha. Nastoupil k 1 ligovému utkání. V Poháru UEFA nastoupil za Slavii v roce 1993 v utkání 1. kola proti OFI Kréta. Ve druhé lize hrál i za FK Švarc Benešov.

## Ligová bilance
| Ročník                          | Zápasy | Góly | Klub             |
| ------------------------------- | ------ | ---- | ---------------- |
| 1. česká fotbalová liga 1993/94 | 1      | 0    | SK Slavia Praha  |
| 2. česká fotbalová liga 1993/94 | -      | 0    | FK Švarc Benešov |
| CELKEM 1. liga                  | 1      | 0    |                  |